# Municipio de Sollentuna
Sollentuna es un municipio al norte de Estocolmo en Suecia en la provincia de Estocolmo.
Tiene 60000 habitantes y su superficie corresponde a 53 km².

## Localidades principales
- - Edsberg (8 039 hab.)
  - Häggvik (4 289 hab.)
  - Helenelund (8 337 hab.)
  - Norrviken (3 326 hab.)
  - Rotebro (8 632 hab.)
  - Tureberg (13 380 hab.)
  - Vaxmora (2 234 hab.)
  - Viby (5 744 hab.)
  - Sjöberg (4 404 hab.)